# Servance-Miellin
Servance-Miellin est une  commune française située dans le département de la Haute-Saône, la région culturelle et historique de Franche-Comté et la région administrative Bourgogne-Franche-Comté. C'est une commune nouvelle résultant de la fusion des communes de Miellin et de Servance le 1er janvier 2017. Son chef-lieu se situe à Servance.

## Géographie

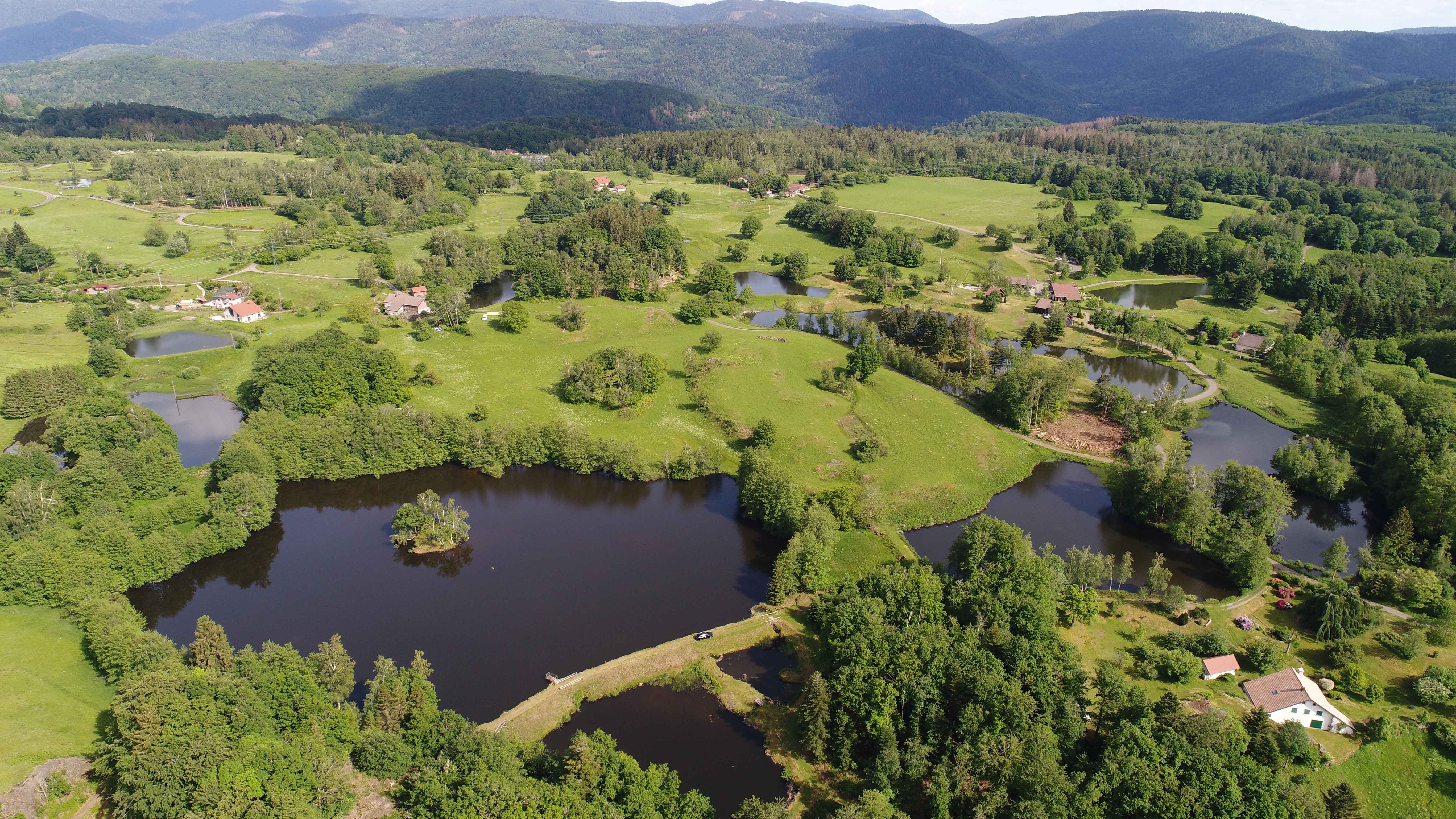
Des étangs de Servance.

### Situation
Servance-Miellin est située dans les Vosges saônoises, sur le plateau des Mille Étangs.

### Communes limitrophes
| Esmoulières                    | Beulotte-Saint-Laurent | Ramonchamp (Vosges)          |
| Faucogney-et-la-Mer            | Servance-Miellin       | Haut-du-Them-Château-Lambert |
| Ternuay-Melay-et-Saint-Hilaire | Fresse                 | Plancher-les-Mines Belfahy   |

### Géologie et relief

Limite des glaciations sur le plateau des Mille étangs et dépôts morainiques.

Servance-Miellin est située en bordure du plateau des Mille étangs et au pied des Vosges saônoises. La commune repose sur un sol constitué de dépôt glaciaire dû à l'ancien glacier qui recouvrait la vallée et qui a laissé des blocs erratiques et des verrous.

### Climat
Pour des articles plus généraux, voir Climat de la Bourgogne-Franche-Comté et Climat de la Haute-Saône.
En 2010, le climat de la commune est de type climat de montagne, selon une étude du Centre national de la recherche scientifique s'appuyant sur une série de données couvrant la période 1971-2000. En 2020, Météo-France publie une typologie des climats de la France métropolitaine dans laquelle la commune est exposée à un climat semi-continental et est dans la région climatique Vosges, caractérisée par une pluviométrie très élevée (1 500 à 2 000 mm/an) en toutes saisons et un hiver rude (moins de 1 °C).
Pour la période 1971-2000, la température annuelle moyenne est de 9,4 °C, avec une amplitude thermique annuelle de 16,9 °C. Le cumul annuel moyen de précipitations est de 1 897 mm, avec 13,5 jours de précipitations en janvier et 11,3 jours en juillet. Pour la période 1991-2020, la température moyenne annuelle observée sur la station météorologique de Météo-France la plus proche, « Ballon de Servance », sur la commune de Haut-du-Them-Château-Lambert à 4 km à vol d'oiseau, est de 6,5 °C et le cumul annuel moyen de précipitations est de 1 882,9 mm. 
La température maximale relevée sur cette station est de 31,2 °C, atteinte le 24 juillet 2019 ; la température minimale est de −20,1 °C, atteinte le 20 décembre 2009,,.
Les paramètres climatiques de la commune ont été estimés pour le milieu du siècle (2041-2070) selon différents scénarios d'émission de gaz à effet de serre à partir des nouvelles projections climatiques de référence DRIAS-2020. Ils sont consultables sur un site dédié publié par Météo-France en novembre 2022.

## Urbanisme

### Typologie
Au 1er janvier 2024, Servance-Miellin est catégorisée commune rurale à habitat dispersé, selon la nouvelle grille communale de densité à sept niveaux définie par l'Insee en 2022.
Elle est située hors unité urbaine et hors attraction des villes,.

## Toponymie
Le nom de la localité est Serevans en 1209 puis Sevrance en 1316, Servantia en 1372 et finalement Servance en 1553. Ce mot signifie en langue d'oïl « service ou redevance d'un fief ».
D’après Ernest Mougin, Servance voudrait dire « étang », « réserve d’eau » (voir son ouvrage Servance, son patois, 1957).
Elle devient Servance-Miellin en 2017 à la suite de la fusion avec la commune voisine de Miellin.

## Histoire
Il convient de se reporter aux articles consacrés aux anciennes communes fusionnées.
La commune est née du regroupement des communes de Miellin et de Servance, le 1er janvier 2017. Son chef-lieu se situe à Servance?

## Politique et administration

Carte départementale représentant en rouge la communauté de communes des mille étangs.

### Rattachements administratifs et électoraux
La commune fait partie de l'arrondissement de Lure du département de la Haute-Saône, en région Bourgogne-Franche-Comté. Pour l'élection des députés, elle dépend de la deuxième circonscription de la Haute-Saône.
Elle fait partie du canton de Mélisey.

### Intercommunalité
La commune fait partie de la communauté de communes des mille étangs depuis le 1er janvier 2017.

### Liste des maires
| Période      | Période                   | Identité        | Étiquette     | Qualité                        |
| ------------ | ------------------------- | --------------- | ------------- | ------------------------------ |
| janvier 2017 | En cours (au 4 juin 2020) | Henri Saintigny | Divers droite | Réélu pour le mandat 2020-2026 |

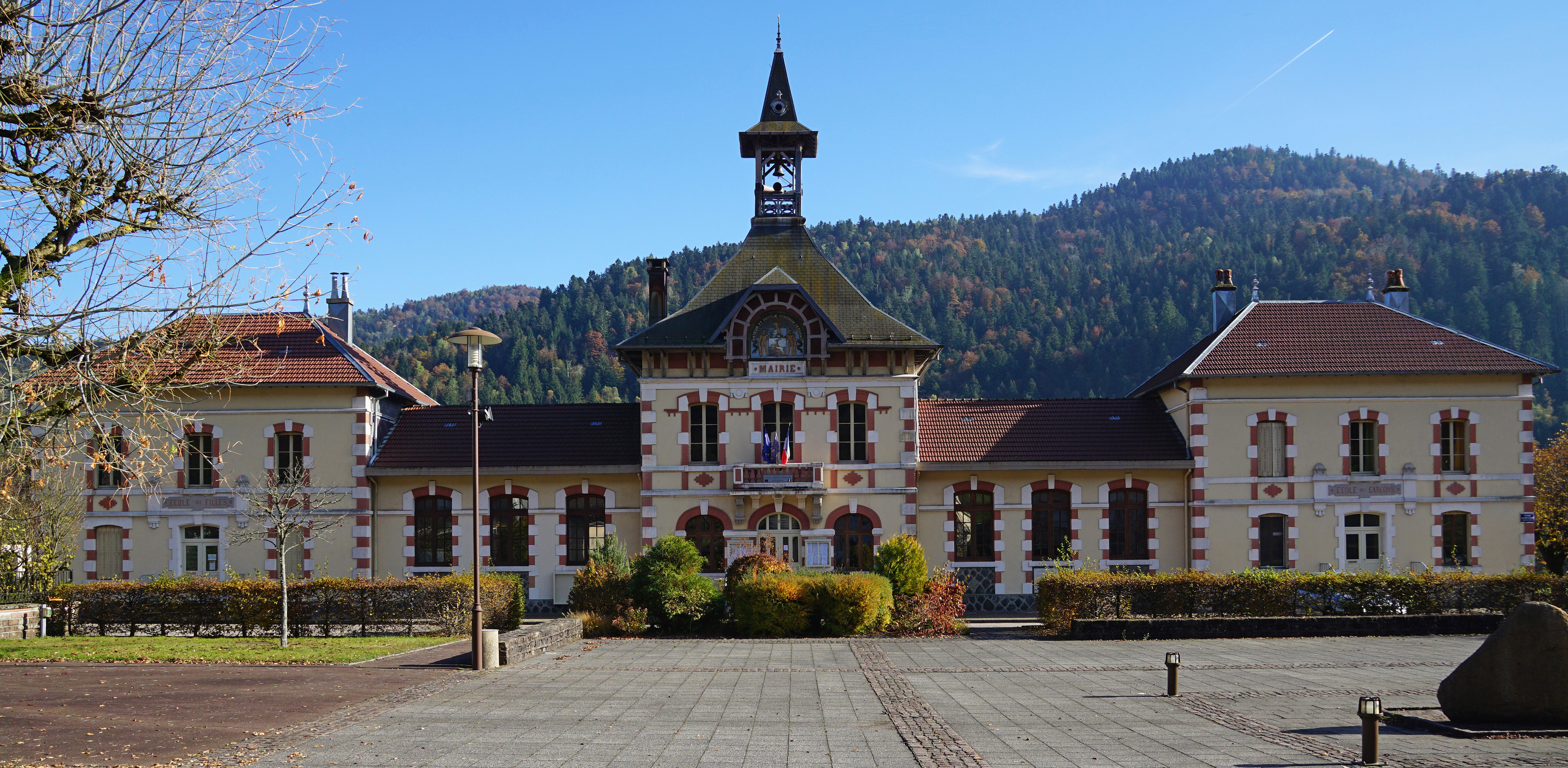
La mairie de Servance devient le siège de la commune nouvelle.

### Communes déléguées
| Nom              | Code Insee | Intercommunalité                 | Superficie (km2) | Population (dernière pop. légale) | Densité (hab./km2) |
| ---------------- | ---------- | -------------------------------- | ---------------- | --------------------------------- | ------------------ |
| Servance (siège) | 70489      | CC de la Haute Vallée de l'Ognon | 39,24            | 776 (2014)                        | 20                 |
| Miellin          | 70345      | CC de la Haute Vallée de l'Ognon | 13,36            | 73 (2014)                         | 5,5                |

## Population et société

### Démographie
L'évolution du nombre d'habitants est connue à travers les recensements de la population effectués dans la commune depuis sa création.

En 2022, la commune comptait 764 habitants, en évolution de −7,73 % par rapport à 2016 (Haute-Saône : −1,4 %, France hors Mayotte : +2,11 %).
| 2015 | 2020 | 2022 |
| ---- | ---- | ---- |
| 831  | 773  | 764  |

### Enseignement
La commune dépend de l'académie de Besançon.
La commune dispose d'une école maternelle et primaire.
Les collégiens sont scolarisés dans le collège des Mille Etangs situé à Mélisey. Pour les lycéens, le lycée Georges-Colomb de Lure est l'établissement le plus proche.
En ce qui concerne les études supérieures, les établissements les plus proches sont situés dans l'aire urbaine de Belfort-Montbéliard et à Vesoul.

### Santé
Concernant les services hospitaliers, l'hôpital le plus proche de Servance-Miellin est celui de Lure, mais il est de plus en plus désinvesti par les services publics au profit de celui de Vesoul, principal site du groupe hospitalier de la Haute-Saône. Par ailleurs, l'hôpital Nord Franche-Comté située à Trévenans est facilement accessible depuis Ronchamp.
Le bourg voisin de Mélisey accueille plusieurs professionnels de la santé : quatre médecins généralistes, un dentiste, un kinésithérapeute, un podologue, des infirmiers, deux pharmacies et une société d'ambulance privée.

### Services et équipements publics
La commune dispose de deux salles polyvalentes, une salle de cinéma et une salle multisport.
Plusieurs services publics sont disponibles à Mélisey : une bibliothèque, un bureau de poste, une maison des services, une brigade de proximité de gendarmerie, une déchèterie une plateforme courrier de La Poste et un garage des véhicules d'incendie et de secours.
Les autres services publics sont disponibles à Lure, où l'on trouve notamment les services sociaux locaux du Conseil départemental et une de ses antennes techniques routières, Pôle emploi, EDF, les services fiscaux et cadastraux, une brigade territoriale de gendarmerie et un tribunal d'instance.

### Instances administratives et judiciaires
La commune de Servance-Miellin dépend du tribunal de grande instance de Vesoul, du tribunal d'instance de Lure, du tribunal de commerce de Vesoul, du tribunal paritaire des baux ruraux de Lure, du tribunal des affaires de Sécurité sociale du Territoire de Belfort, du conseil de prud'hommes de Lure et de la cour d'assises de Vesoul. De plus, le village est dépendant du tribunal administratif et de la cour d'appel de Besançon ainsi que de la cour administrative d'appel de Nancy,.

### Médias
La presse écrite est représentée par le quotidien régional L'Est républicain ainsi que par le journal hebdomadaire Les Affiches de la Haute-Saône. La ville est couverte par les programmes de France 3 Franche-Comté.

### Cultes
La commune fait partie de l'unité pastorale de Mélisey, faisant partie du doyenné de Lure, qui dépend de l'archidiocèse de Besançon. La commune dispose de deux églises catholiques et d'une chapelle.

## Économie
L'économie de la commune s’articule autour de l'exploitation forestière avec la présence de plusieurs scieries. Des commerces et services sont présents dans le centre de Servance.

## Culture locale et patrimoine

### Patrimoine religieux
- Chapelle Saint-Blaise, construite en 1822 à 900 mètres d'altitude pour remplacer une autre chapelle d'origine inconnue, qui était située une centaine de mètres plus haut.
- L'église de Miellin a été construite entre 1849 et 1854 dans un style néo-gothique. Elle possède trois nefs. Ses lustres en verre ont été fabriqués dans la verrerie de Miellin.
- L'église de Servance, qui date de 1689, a été construite 74 ans après l'incendie de l'édifice précédent. On peut y voir un très beau retable baroque du XVIIIe siècle ainsi que des vitraux figuratifs du XXe siècle.
- Le calvaire du Montandré, non daté, est situé sur un site élevé duquel on a une large vue sur les Vosges saônoises.

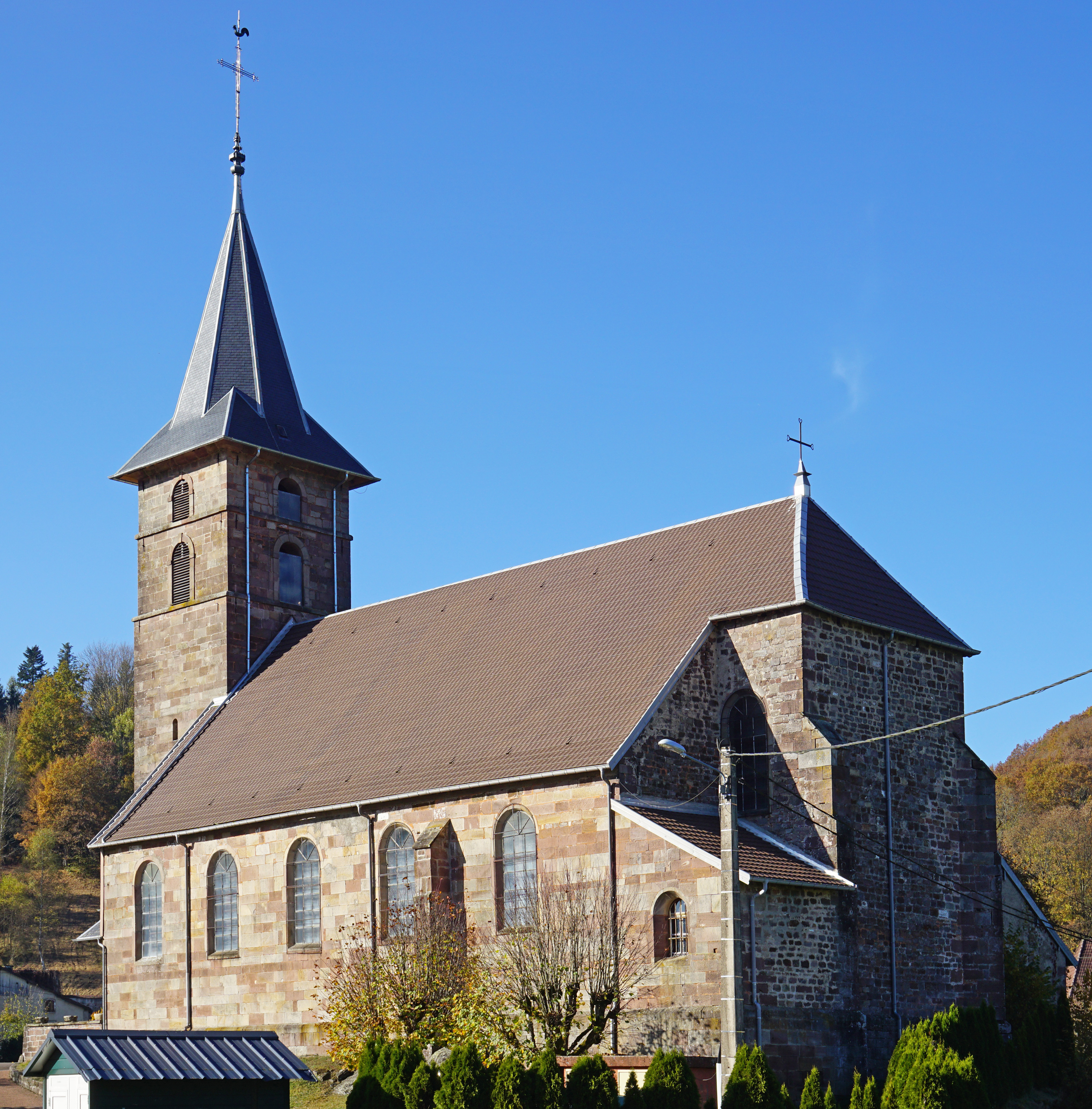
L'église de Servance.
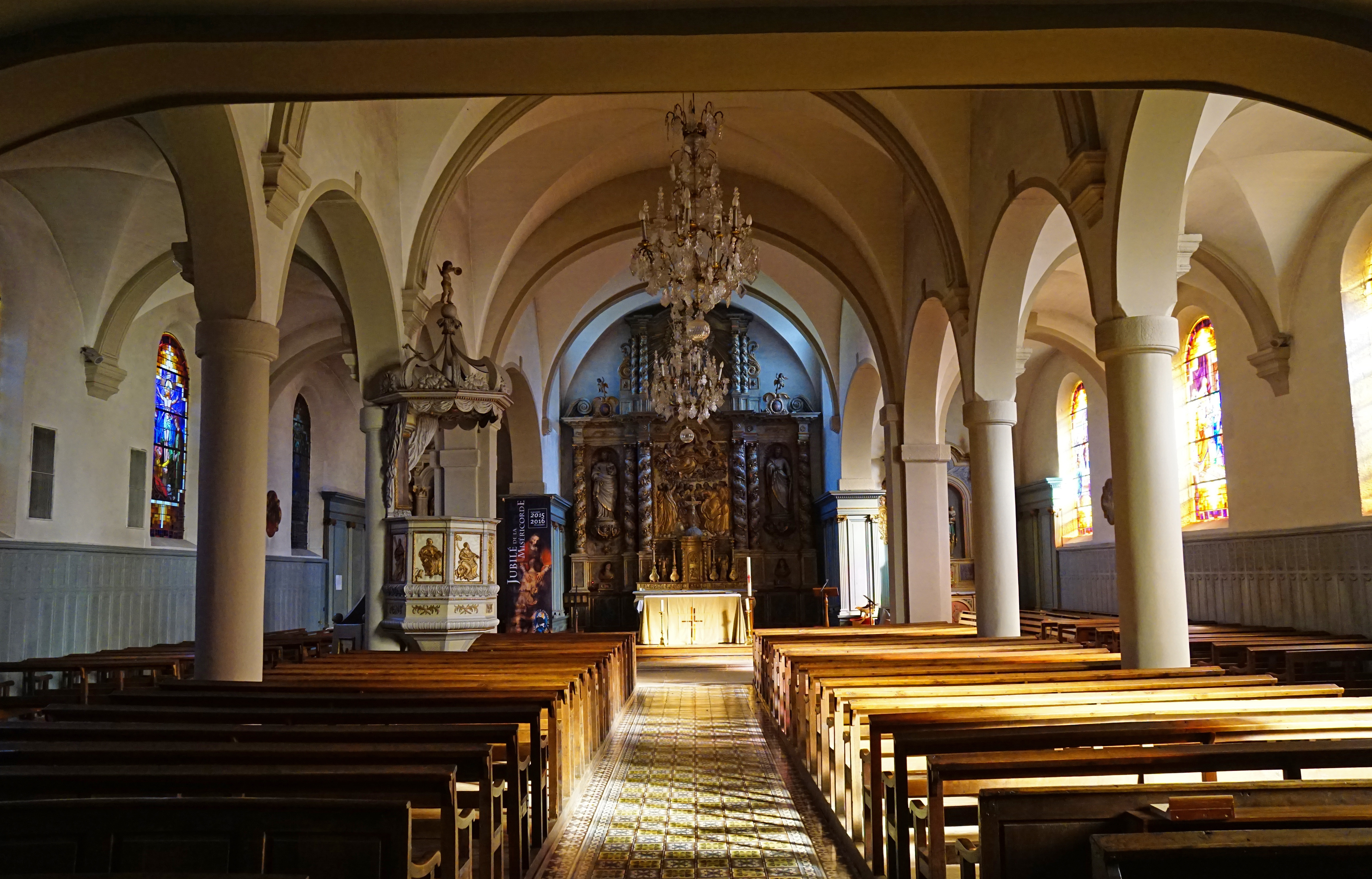
L'intérieur de l'église Notre-Dame-de-l'Assomption à Servance.
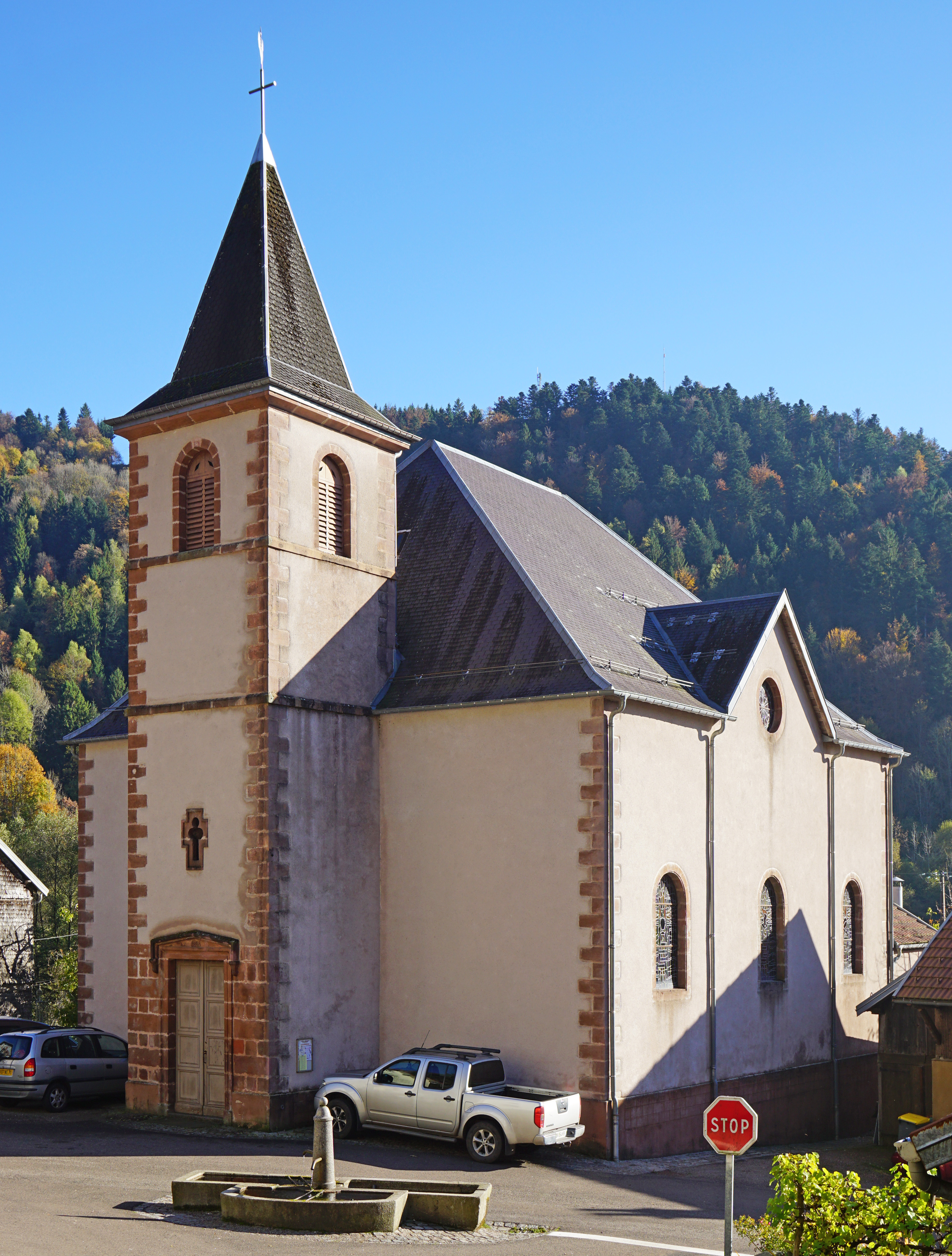
Église de Miellin.
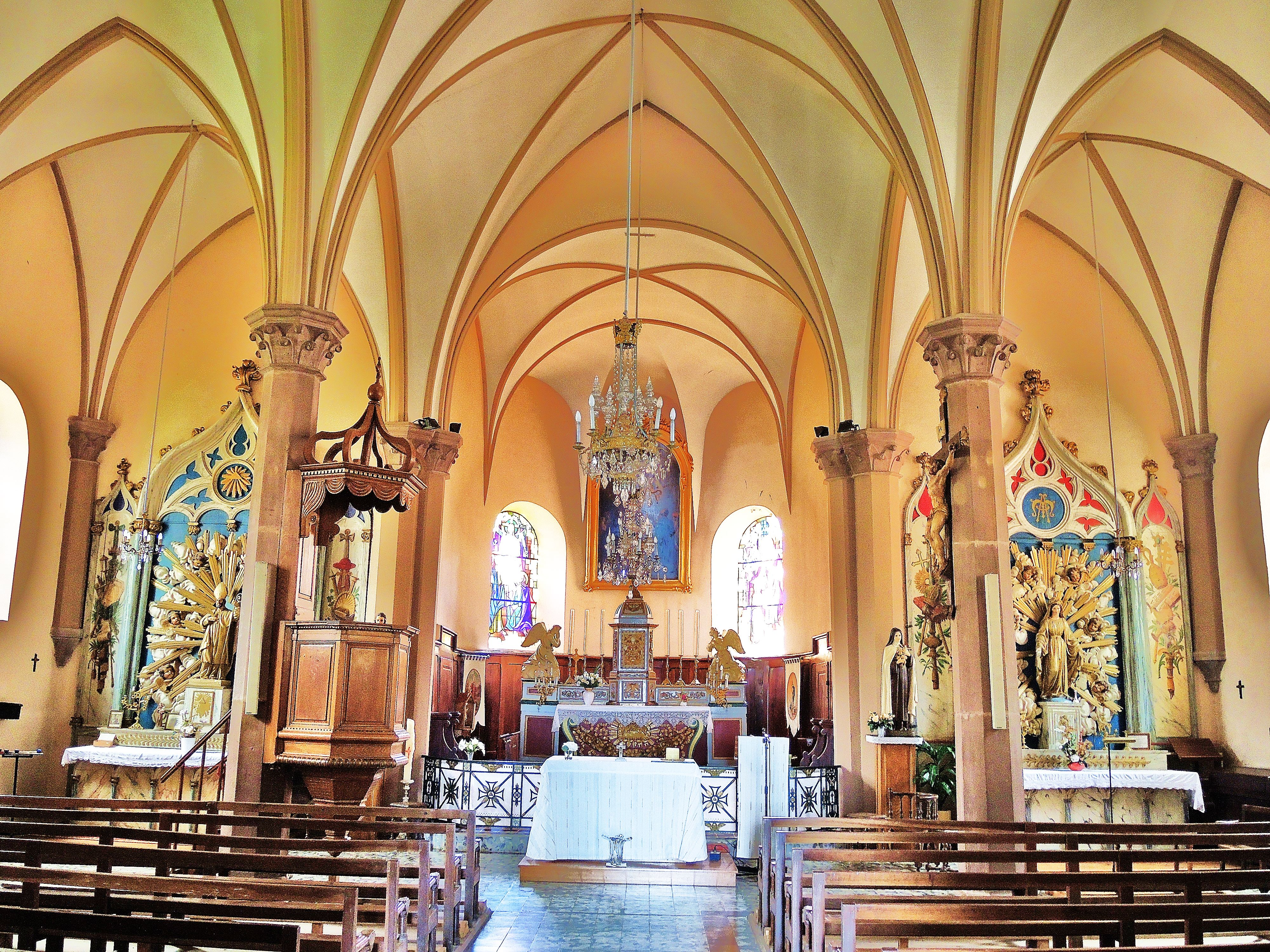
Nef de l'église de Miellin.
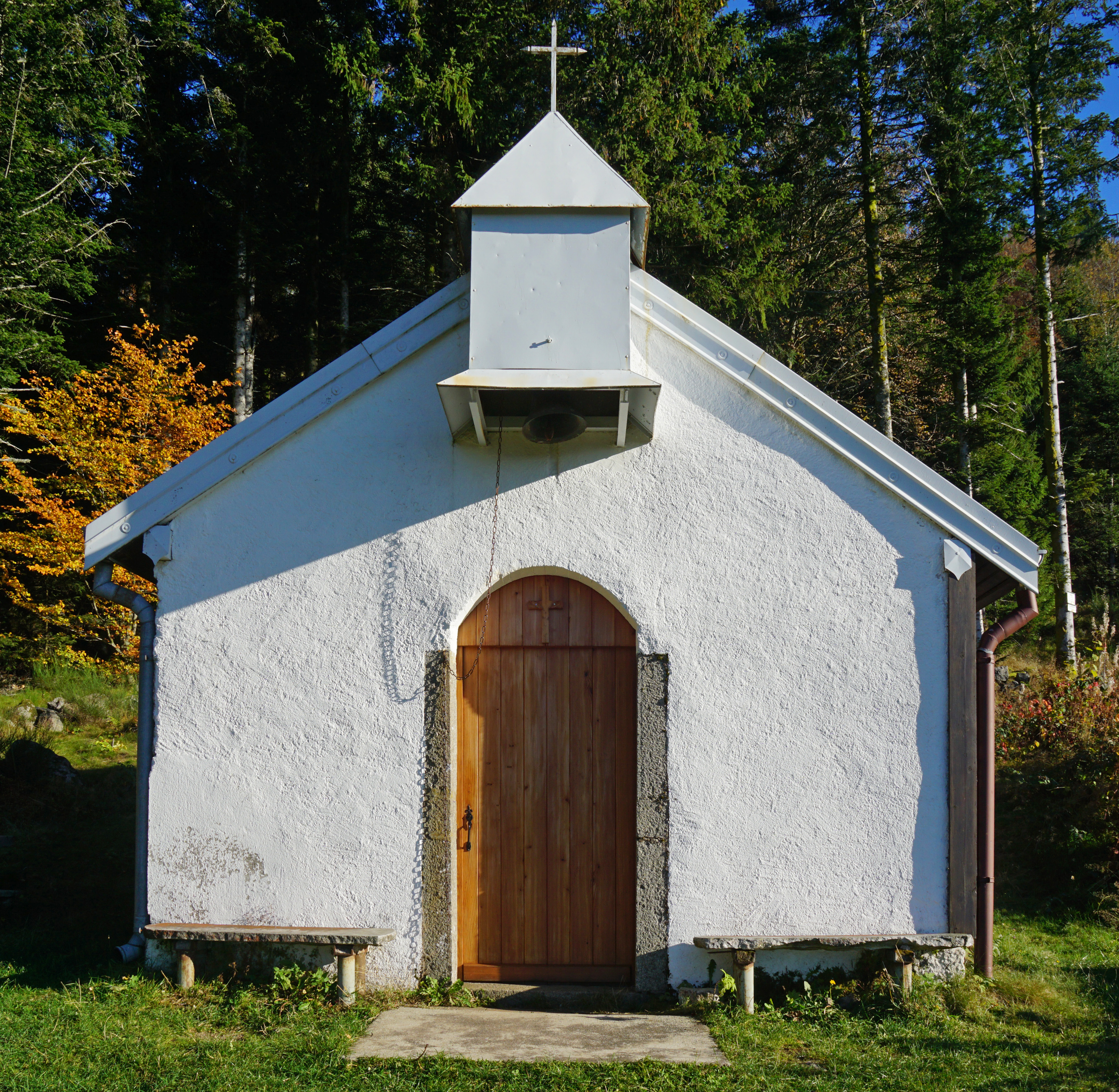
Chapelle Saint-Blaise. Hameau des Landres, Miellin.
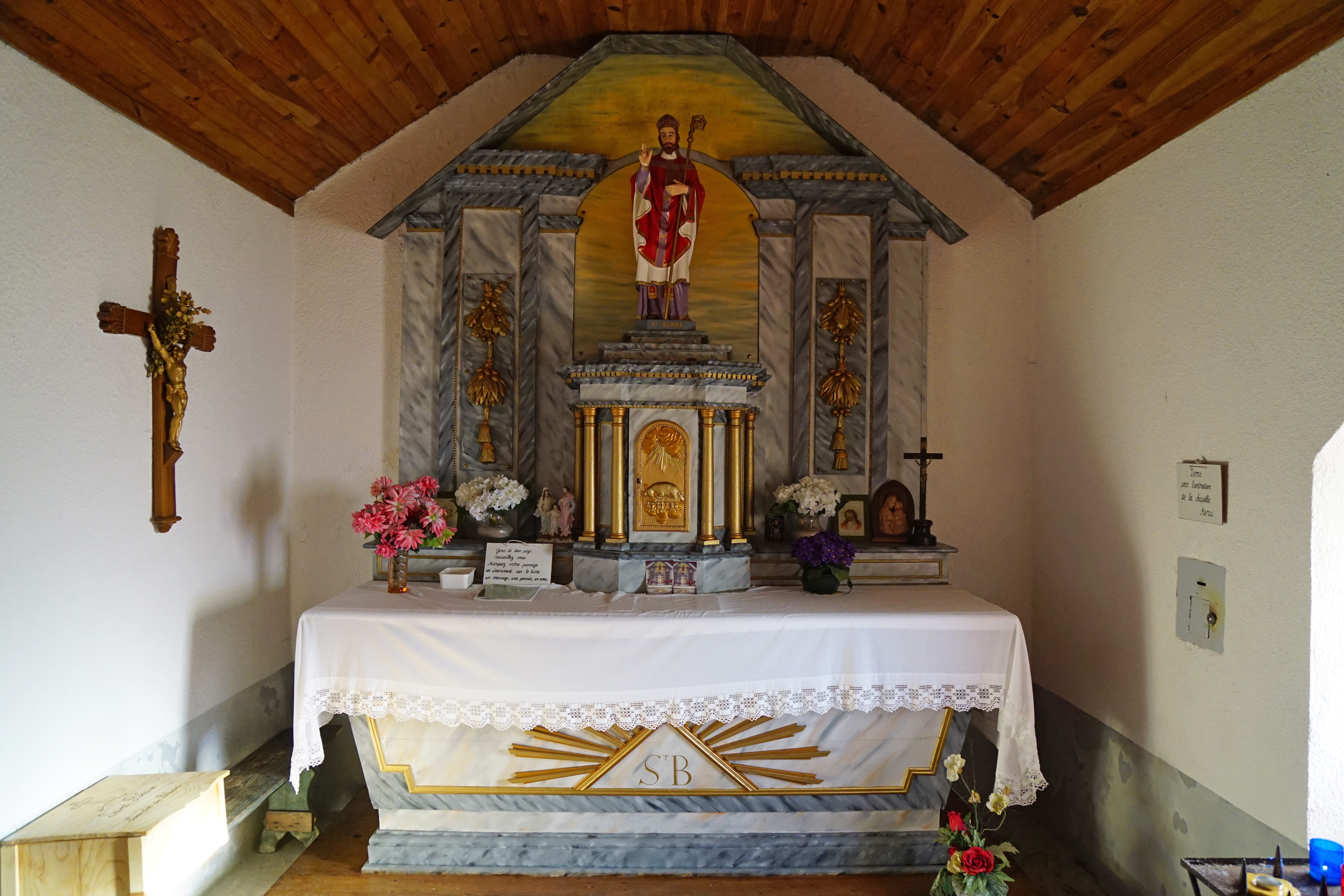
Intérieur de la chapelle Saint-Blaise.

### Monuments commémoratifs
La commune comprend de nombreuses stèles et monuments rappelant les combats de la Libération de la France ; notamment le monument des Zouaves et celui des démineurs au Champ de la Grange, la stèle Paul Castel et celle de l’aumônier Marcel Corallo, ainsi que la stèle érigée en hommage aux centaines de femmes, enfants et invalides internés au camp de Miellin, érigé le 25 septembre 2011,.
À Servance, se trouve un monument aux morts en forme de Croix de guerre. Il existe également trois plaques commémoratives (celle de la 1er Régiment du Morvan, celle des combattants en Afrique du Nord et celle du carré militaire).

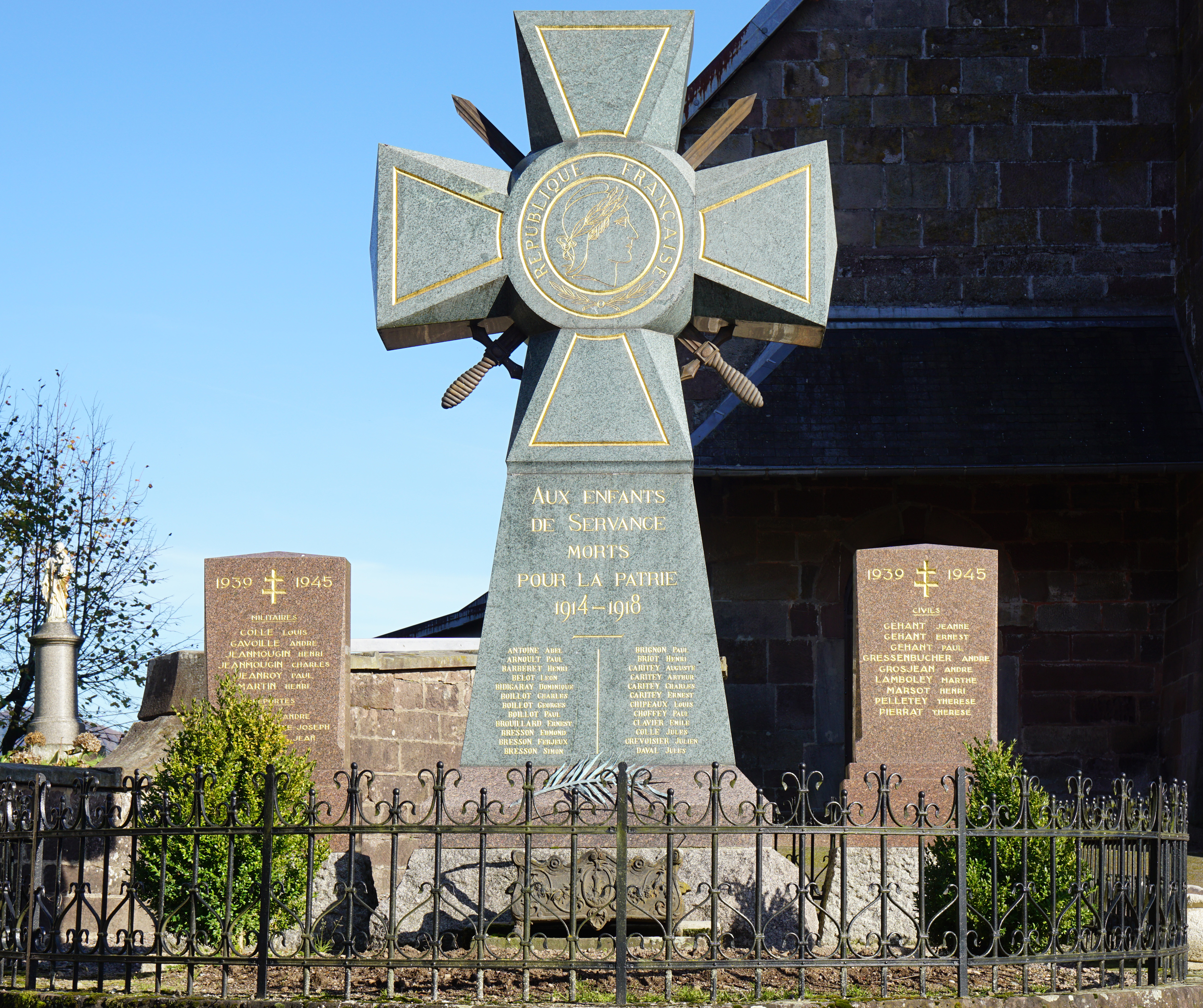
Le monument aux morts de Servance.
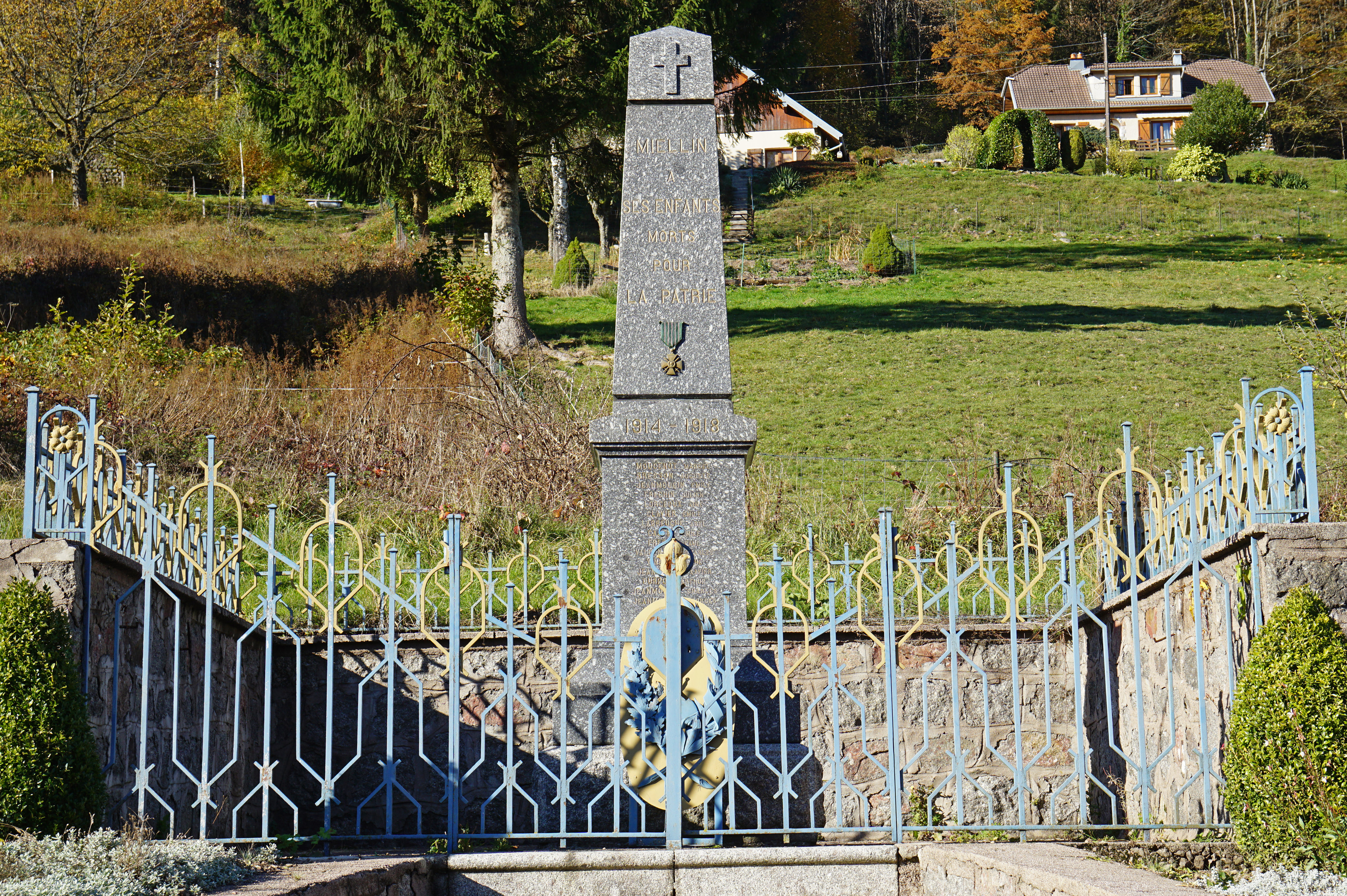
Le monument aux morts de Miellin.
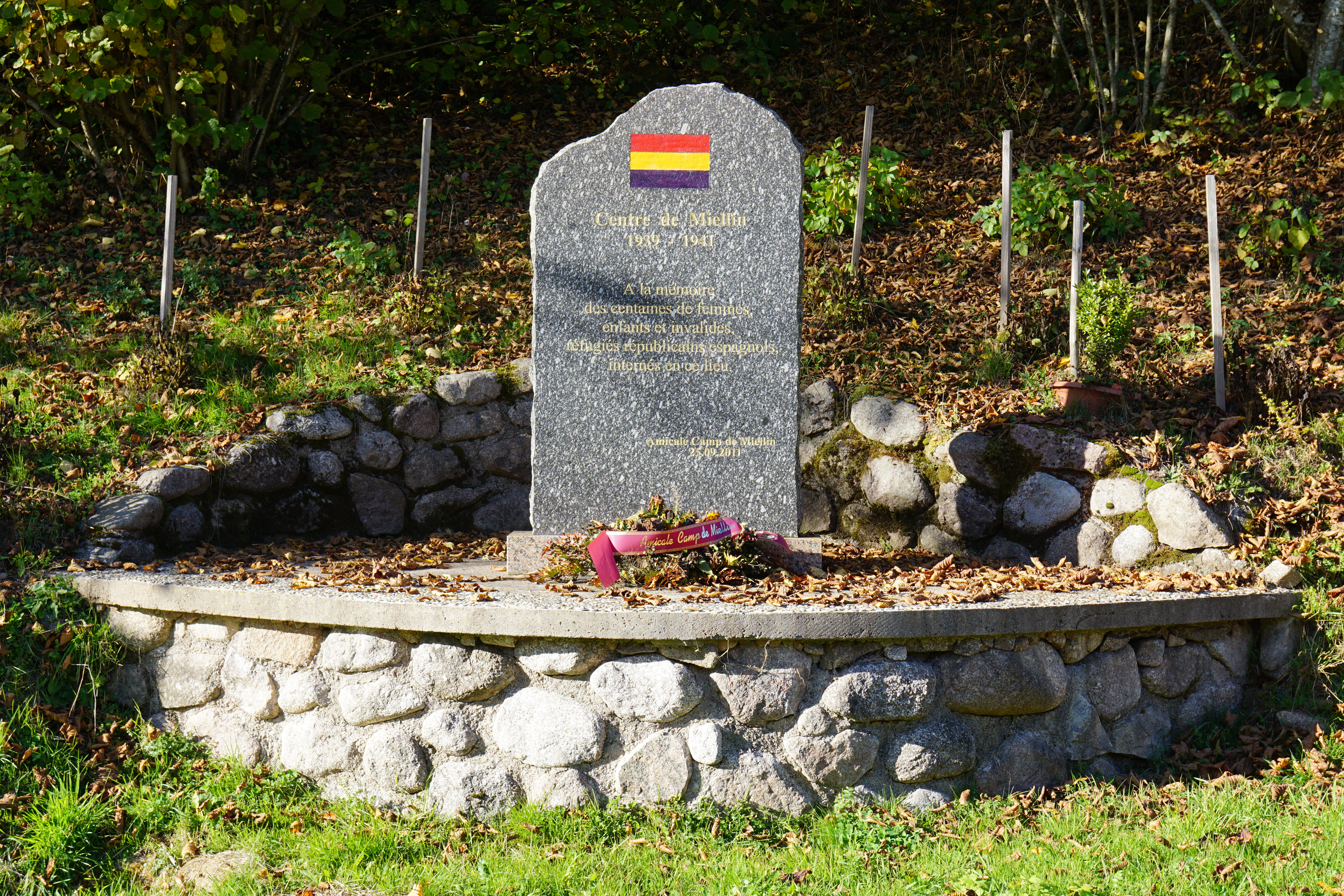
Plaque en mémoire du camp des réfugiés, républicains espagnols.
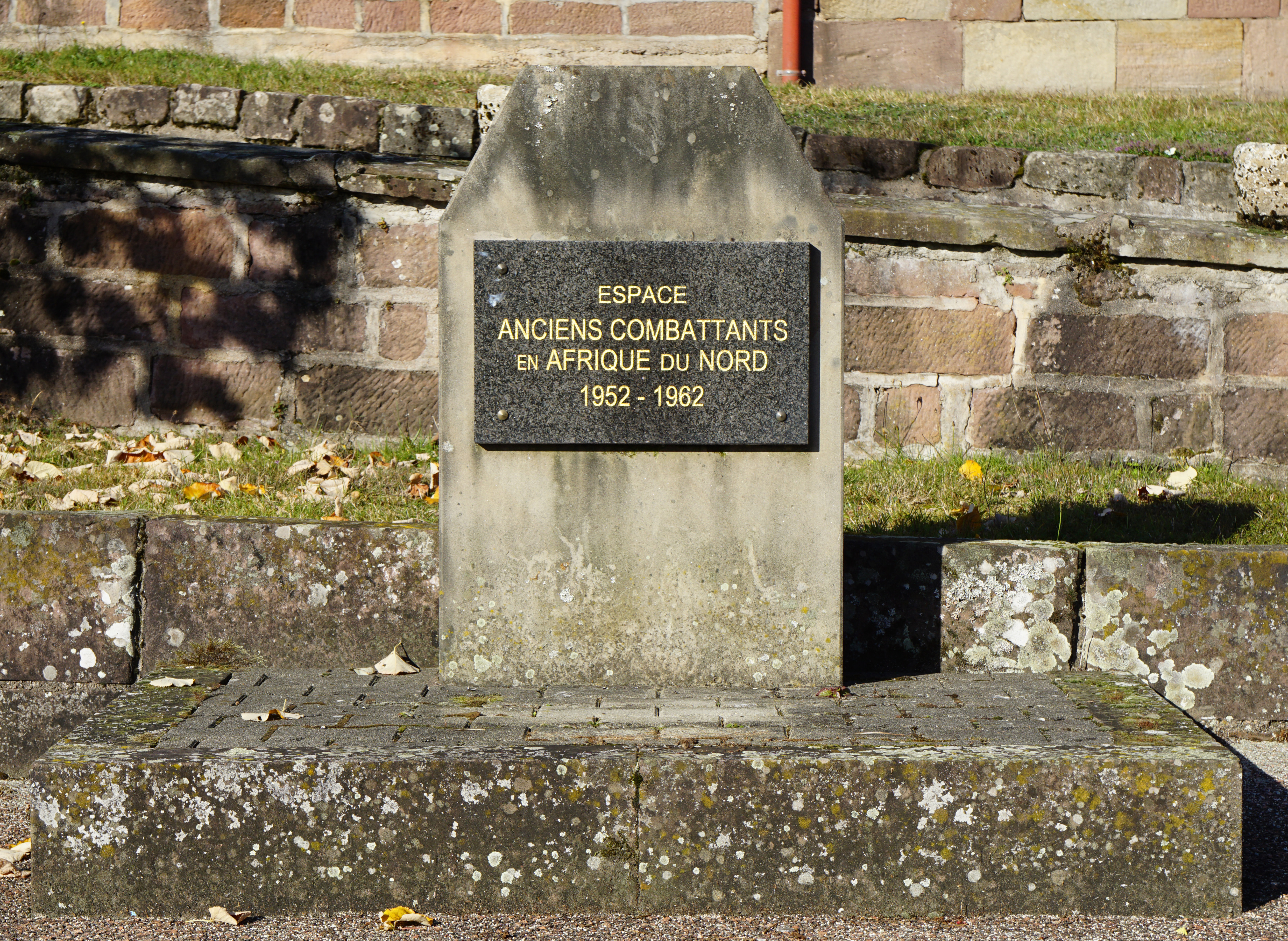
Hommage aux anciens combattants d'Afrique du nord.
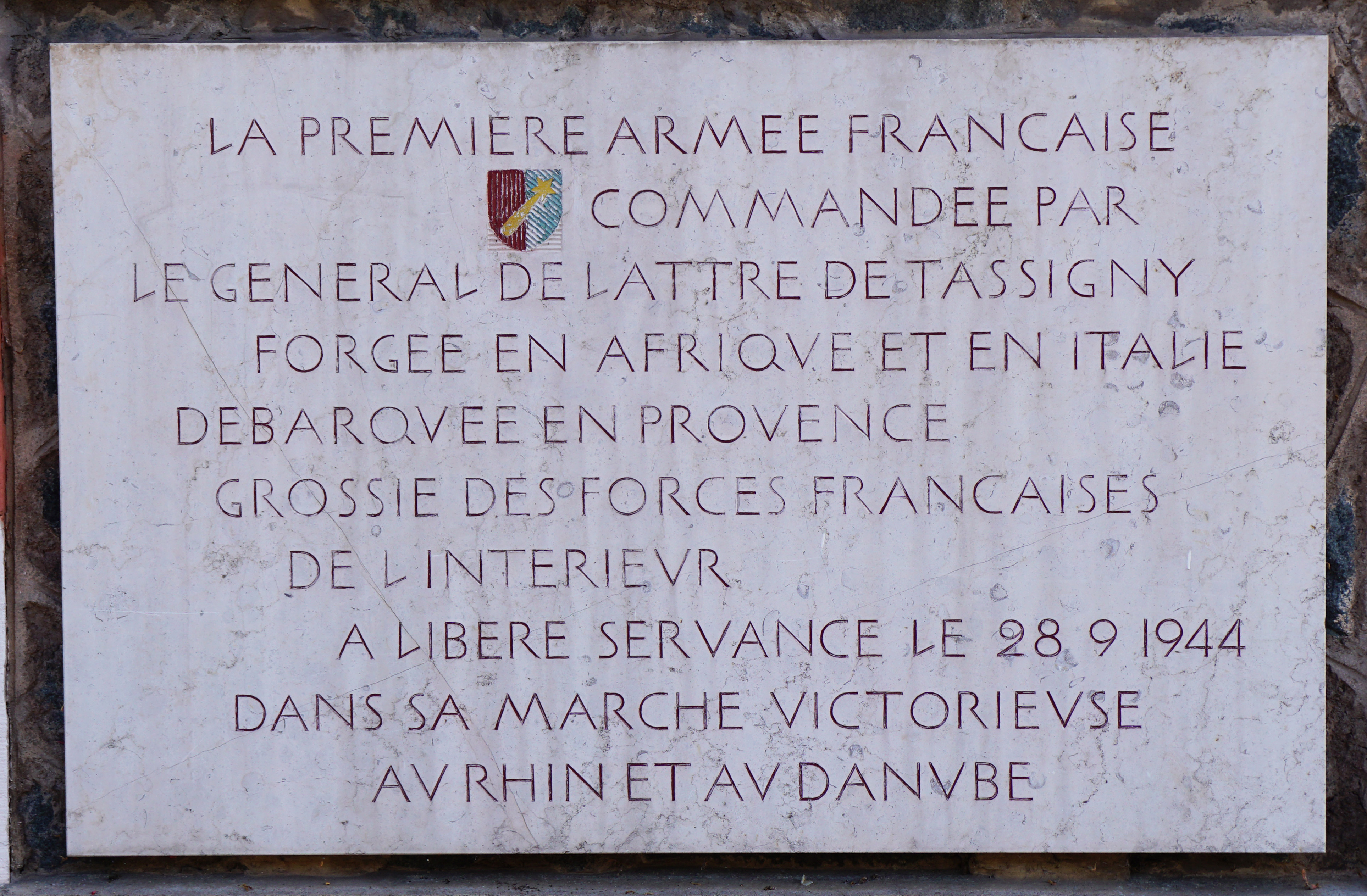
Plaque commémorative de la Libération.

### Autres lieux et monuments
- Le saut de l'Ognon, petite chute artificielle de 13 mètres dans un milieu bucolique. La légende dit que les truites en remontent la chute d'eau... On y accède facilement grâce à un sentier aménagé.
- La mairie-école construite au début du XXe siècle est inscrite aux monuments historiques.
- Ancienne scierie Martin remise en état de fonctionnement avec son canal d'amenée, sa roue à aubes, son haut-fer. Le bâtiment date de la fin du XIXe siècle tandis que le mécanisme a plus de 200 ans. Visite guidée sur demande.
- Et aussi : le plateau des Grilloux, le ballon de Servance, le mont Cornu, les tourbières... L'étang du Boffy qui appartient à la région naturelle des Mille Étangs est un système de tourbière pourvu d'un vaste radeau flottant.